# Aktivitetsfält

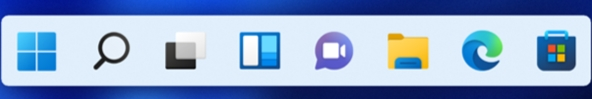
Ett aktivitetsfält i operativsystemet Windows 11.

Ett aktivitetsfält är den ofta nederst liggande raden (listen) i Windows, Chrome OS och en del andra operativsystem, där öppna program (appar) eller öppna fönster kan placeras i form av ikoner. Det kan normalt placeras även på andra kanter av skärmen. Aktivitetsfältet kan även innehålla funktioner som klocka och batteristatus, och det finns möjlighet att fästa sina favoritappar eller genvägar där för att man snabbare ska kunna nå filer och webbplatser.
Aktivitetsfältet påminner om dockan i Mac OS.